# Dawn, Her Dad and the Tractor
Dawn, Her Dad and the Tractor es una película dramática canadiense de 2021, dirigida por Shelley Thompson. La película está protagonizada por Maya Henry como Dawn MacGinnis, una joven transgénero de Nueva Escocia que regresa a casa para el funeral de su madre y trata de reconstruir su relación con su padre John Andrew (Robb Wells), del que está separado, trabajando juntos para restaurar el viejo tractor averiado de John Andrew.
El elenco de la película también incluye a Amy Groening, Reid Price, Richie Wilcox, Francine Deschepper y Taylor Olson .
La película se rodó en varios lugares de Nueva Escocia, incluidos Windsor, Chester, Halifax y Antigonish, en 2020.
La película se estrenó el 27 de mayo de 2021 en el Inside Out Film and Video Festival de Toronto.
Recibió cinco nominaciones para los premios Screen Nova Scotia en 2022, incluidas las nominaciones a Mejor largometraje, WIFT a Mejor director de Nueva Escocia (Thompson) y ACTRA Award Outstanding Performance para Francine Deschepper, Reid Price y Robb Wells.